# Javier Salinas Viñals
Javier Salinas Viñals (Valência, Espanha, 23 de janeiro de 1948) é um ministro católico romano espanhol e bispo auxiliar da Arquidiocese de Valência.
Javier Salinas Viñals recebeu o Sacramento da Ordem em 23 de junho de 1974.
Em 26 de maio de 1992, o Papa João Paulo II o nomeou Bispo de Ibiza. O Núncio Apostólico na Espanha, Dom Mario Tagliaferri, o consagrou em 6 de setembro do mesmo ano; Os co-consagradores foram o arcebispo de Madri, Ángel Cardeal Suquía, e o bispo auxiliar de Valência, Rafael Sanus. Em 5 de setembro de 1997, João Paulo II o nomeou Bispo de Tortosa.
Papa Bento XVI nomeou-o Bispo de Maiorca em 16 de novembro de 2012 e tomou posse em 12 de janeiro do ano seguinte.
Em 8 de setembro de 2016, o Papa Francisco o destituiu da liderança da diocese de Maiorca e o nomeou bispo titular de Monterano e bispo auxiliar de Valência. A Rádio Vaticano informou que, de acordo com a mídia de Maiorca, a mudança ocorreu depois que rumores de um suposto caso de amor com seu secretário causaram agitação na diocese.